# كارول بابالا
كارول بابالا (بالفرنسية: Carole Babala)‏ مواليد 14 يونيو 1989، هي لاعبة كرة يد كونغولية تلعب كظهير أيسر. مثلت منتخب جمهورية الكونغو الديمقراطية لكرة اليد للسيدات وشاركت معه في كأس العالم للسيدات التي أقيمت في صربيا سنة 2013.